# Franz Aigner
Franz Aigner (ur. 24 stycznia 1892, zm. 21 stycznia 1970) – austriacki sztangista. Srebrny medalista olimpijski z Paryża 1924 w kategorii do 82,5 kg. Czwarty w podrzucie, ósmy w rwaniu, pierwszy w wyciskaniu, pierwszy w podrzucie jednorącz i drugi w rwaniu jednorącz. Łącznie uzyskał 515 kg. Triumfator mistrzostw świata w 1923 roku.